# Gintaras Krapikas
Gintaras Krapikas (Kretinga, 6 luglio 1961) è un allenatore di pallacanestro ed ex cestista lituano, fino al 1991 sovietico.

## Palmarès

### Giocatore
- Campionato sovietico: 3

Žalgiris Kaunas: 1984-85, 1985-86, 1986-87
- Coppa Intercontinentale: 1

Žalgiris Kaunas: 1986

### Allenatore
- Campionato lituano: 2

Žalgiris Kaunas: 2013-14, 2014-15
- Coppa di Lituania: 1

Žalgiris Kaunas: 2015